# Adelgunda María de Baviera
Adelgunda de Baviera (en alemán, Adelgunde von Bayern; Lindau, 17 de octubre de 1870 - Sigmaringen, 4 de enero de 1958) fue una princesa de Baviera, hija del rey Luis III de Baviera y de su esposa, la archiduquesa María Teresa de Austria-Este.

## Biografía
Su hermano mayor era Ruperto, que fue el último príncipe heredero bávaro. En los siguientes veinte años, nacieron once niños más en la familia.
El 20 de enero de 1915 en Múnich, a los cuarenta y cuatro años de edad, se casó con el príncipe Guillermo de Hohenzollern-Sigmaringen, de cincuenta años de edad, hijo del príncipe Leopoldo de Hohenzollern-Sigmaringen y de la infanta Antonia de Portugal. El novio era viudo y tenía de su primer matrimonio tres hijos adultos. Este matrimonio no tuvo hijos.
Guillermo murió en el otoño de 1927 en Sigmaringen. Después de su muerte, Adelgunda se interesó en la botánica, la música y la literatura. Realizó numerosas responsabilidades sociales, aunque vivió aislada.
Adelgunda murió en 1958 a la edad de ochenta y siete años en Sigmaringen.
El asteroide (647) Adelgunda, descubierto en 1907, lleva el nombre de la princesa en su honor.

## Títulos y tratamientos
| ● 17 de octubre de 1870-20 de enero de 1915: | Su alteza real la princesa Adelgunda de Baviera                       |
| ● 20 de enero de 1915-22 de octubre de 1927: | Su alteza real la princesa de Hohenzollern, princesa de Baviera       |
| ● 22 de octubre de 1927-4 de enero de 1958:  | Su alteza real la princesa viuda de Hohenzollern, princesa de Baviera |